# Borgwallsee
Der Borgwallsee ist ein See südwestlich der Stadt Stralsund im Landkreis Vorpommern-Rügen in Mecklenburg-Vorpommern.

## Lage
Er liegt auf dem Gemeindegebiet von Lüssow (bei Stralsund), das Südufer bildet die Grenze zur Gemeinde Steinhagen (Vorpommern), das Westufer zur Gemeinde Pantelitz. Der See hat eine ungefähre Länge von 3,6 Kilometern, eine Breite von 1,8 Kilometern und eine durchschnittliche Tiefe von 2,4 Metern. Im Südwesten schließen sich bis zu zwei Meter mächtige Durchströmungsmoore und Wälder an, die restlichen Uferseiten werden landwirtschaftlich genutzt.
Der See entstand während der Weichseleiszeit und ist wahrscheinlich Produkt flachgründiger Ausschürfungen eines Gletschers. Ursprünglich bestand eine bis zu 17 Meter tiefe Verbindung mit dem Pütter See, die sich mit Faulschlamm und Torf füllte. Dies belegen Rammkernsondierungen. Nach Westen fließt das Seewasser durch ein Wehr reguliert über die Barthe ab. Der Mühlgraben durchfließt den See vom Krummenhagener See im Süden kommend nach Norden in Richtung Pütter See.

## Borgwall (Burgwall)

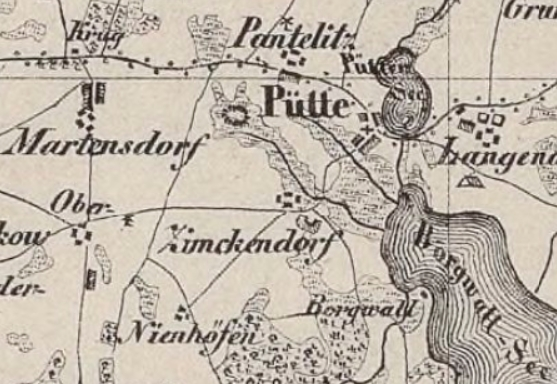
Die Siedlung Borgwall am gleichnamigen See, nordwestlich ist der Schloßberg (Wall) bei Pantelitz verzeichnet 1839 - 1:200000

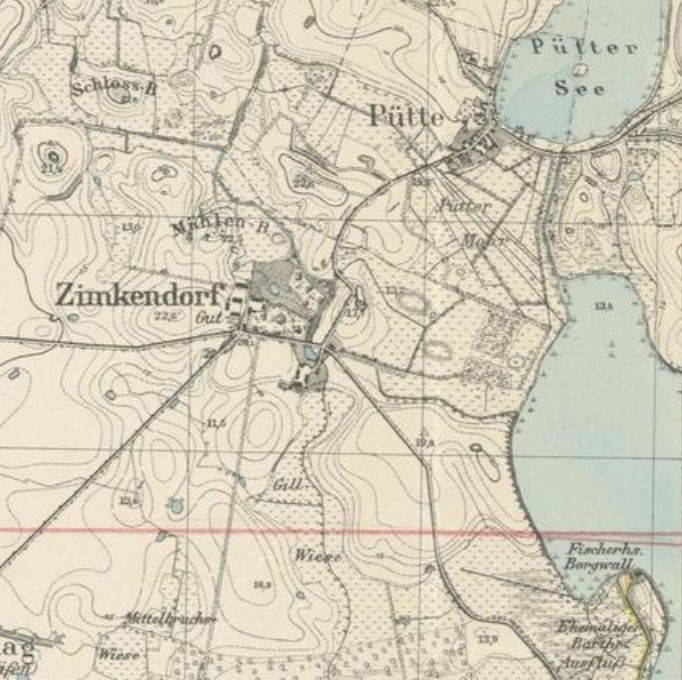
Das Fischerhaus Borgwall am gleichnamigen See, nordwestlich ist der Schloßberg bei Pantelitz verzeichnet 1931 - 1:25000

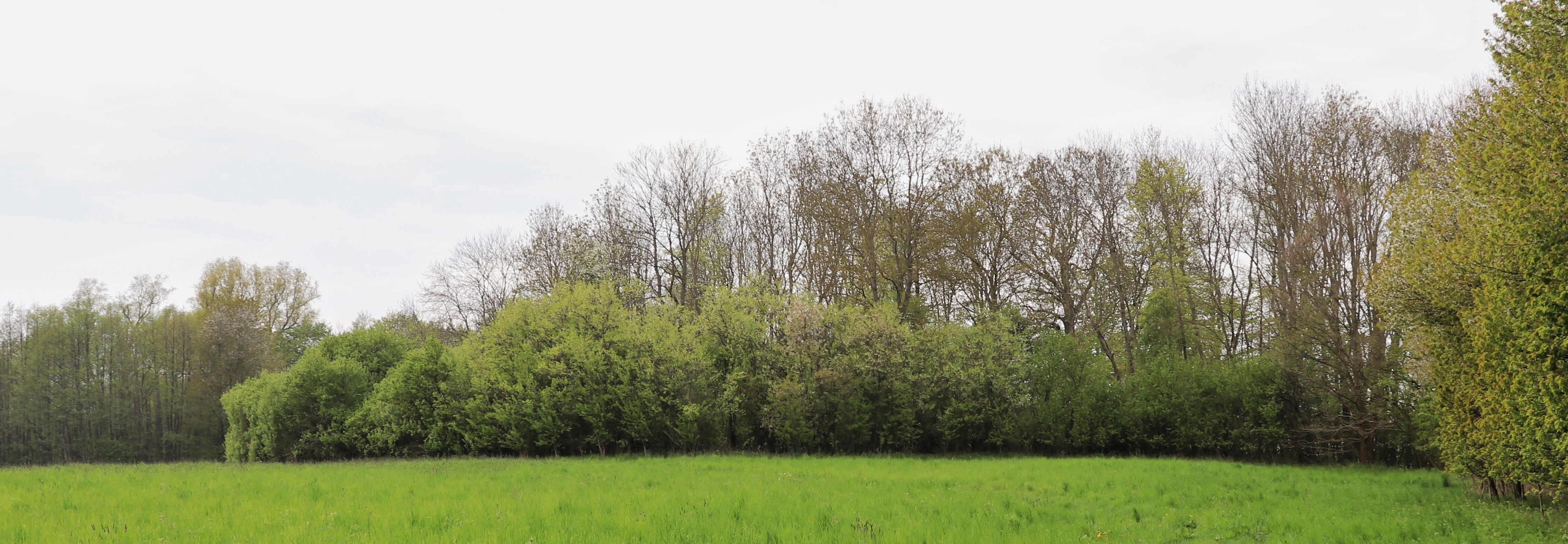
Position der ehemaligen Siedlung (Borgwall) aus südlicher Richtung 2017

Der Name des Borgwallsees lässt auf eine, ehemals an seinen Ufern gelegene, Befestigung schließen. So ist auf der nordwestlich gelegenen Halbinsel des Sees (Dezimalgradkoordinaten 54.273986 / 12.99523), wenige Meter östlich des Abflusses der Barthe eine Fluchtburg aus der Slawenzeit belegt, welche heute, außer anhand einer Erhebung, nicht mehr erkennbar ist. Anfang des 19. Jahrhunderts ist dieser Burgwall bereits nicht mehr vorhanden und findet somit in von Hagenows Karte Neuvorpommerns und Rügen aus dem Jahre 1839 keinen Nennung. Zu dieser Zeit ist, auf der besagten Karte von Hagenows, am ehemaligen Standort des Burgwalls eine Siedlung mit dem Namen Borgwall (1888 Fischerhaus Borgwall) verzeichnet, von welcher heute noch die Fundamentreste von mindestens 2 einst gewesener Gebäude vorhanden und erkennbar sind.
Der Burgwall am Borgwallsee wird zusammen mit dem ehemals vorhandenen Burgwall auf dem Schloßberg südwestlich von Pantelitz (Dezimalgradkoordinaten 54.293121 / 12.961217) und dem Burgwall bei Altenhagen (Dezimalgradkoordinaten 54.256431 / 12.777306) in einem Verbund von Verteidigungsanlagen aus der Slawenzeit gesehen.

## Historische Nutzung
Ab dem Jahr 1242 erfolgte eine Befischung durch das Kloster Neuenkamp. Ab dem Jahr 1256 wurde der Mühlengraben angelegt, um die nahe gelegene Stadt Stralsund mit Trinkwasser zu versorgen und um Wassermühlen anzutreiben.
Der See ist Bestandteil des Naturschutzgebietes Borgwallsee und Pütter See und dient der Stadt Stralsund als Trinkwasserreservoir. Das seit 1894 bestehende Wasserwerk Lüssow befindet sich am Nordostufer. Durch die Nutzung sind das Befahren des Sees und das Baden nicht erlaubt.